# Polygala
- Commons
- Wikispecies

Polygala é um gênero botânico pertencente à família Polygalaceae.

## História
O nome “Polygala” é a união das palavras gregas “poly” (= muito) e “gala” (= leite), tal nome é uma referência às propriedades lactantes da planta, quando usada como infusão. No entanto, as espécies que hoje conhecemos como Polygala, não fazem jus a este nome, isto porque, segundo Paiva (1999), foi Dioscórides (60 DC) o primeiro a publicar este nome utilizando-o para designar uma espécie de Fabaceae (hoje designada como Gallega officinales L.), e posteriormente este nome foi aplicado equivocadamente, por botânicos do século XVI, a outras espécies e entre estas, uma espécie pertencente a uma outra família diferente da “Polygala” de Dioscórides (que hoje identificamos como Polygalaceae).
Por fim, o nome “Polygala” foi definitivamente associado às espécies que hoje conhecemos como Polygala por Linneus (1753), que, baseando-se em uma ilustração de Tournefort, publica as primeiras espécies do gênero Polygala L.
Espécies de Polygala L.
- Polygala alpestris
- Polygala amara
- Polygala amarella
- Polygala arillata
- Polygala calcarea
- Polygala comosa
- Polygala major
- Polygala myrtifolia
- Polygala nicaeensis
- Polygala serpyllifolia
- Polygala virgata
- Polygala vulgaris L.

## Classificação do gênero
| Sistema | Classificação                      | Referência               |
| ------- | ---------------------------------- | ------------------------ |
| Linné   | Classe Diadelphia, ordem Octandria | Species plantarum (1753) |